# Thiếu máu do thiếu sắt
Thiếu máu do thiếu sắt là thiếu máu do thiếu chất sắt. Thiếu máu được định nghĩa là sự giảm số lượng tế bào hồng cầu hoặc lượng huyết sắc tố trong máu.  Khi khởi phát chậm, các triệu chứng thường mơ hồ như cảm thấy mệt mỏi, yếu, khó thở hoặc giảm khả năng tập thể dục.  Thiếu máu xuất hiện nhanh chóng thường có các triệu chứng nghiêm trọng hơn, bao gồm: nhầm lẫn, cảm giác như sắp ngất hoặc khát nước.  Thiếu máu thường trở nên nặng trước khi một người trở nên xanh xao một cách đáng chú ý.  Trẻ bị thiếu máu do thiếu sắt có thể có vấn đề với sự tăng trưởng và phát triển.  Có thể có các triệu chứng bổ sung tùy thuộc vào nguyên nhân cơ bản.
Thiếu máu do thiếu sắt là do mất máu, ăn uống không đủ hoặc hấp thu sắt từ thức ăn kém. Nguồn gây mất máu có thể bao gồm thời kỳ nặng, sinh con, u xơ tử cung, loét dạ dày, ung thư ruột kết và chảy máu đường tiết niệu.  Hấp thu sắt từ thực phẩm kém có thể xảy ra do rối loạn đường ruột như bệnh viêm ruột hoặc bệnh celiac, hoặc phẫu thuật như cắt dạ dày. Ở các nước đang phát triển, giun ký sinh, sốt rét và HIV / AIDS làm tăng nguy cơ thiếu máu do thiếu sắt. Chẩn đoán được xác nhận bằng xét nghiệm máu.
Thiếu máu do thiếu sắt có thể được ngăn ngừa bằng cách ăn một chế độ ăn uống có đủ lượng sắt hoặc bổ sung sắt. Thực phẩm giàu chất sắt bao gồm thịt, các loại hạt, rau bina và thực phẩm làm từ bột tăng cường chất sắt. Điều trị có thể bao gồm thay đổi chế độ ăn uống và xử lý các nguyên nhân cơ bản, ví dụ điều trị y tế cho ký sinh trùng hoặc phẫu thuật cho vết loét. Bổ sung sắt và vitamin C có thể được khuyến nghị. Trường hợp bệnh nặng có thể được điều trị bằng truyền máu hoặc tiêm sắt.
Thiếu máu do thiếu sắt ảnh hưởng đến khoảng 1,48 tỷ người trong năm 2015. Việc thiếu chất sắt trong chế độ ăn uống được ước tính sẽ gây ra khoảng một nửa số trường hợp thiếu máu trên toàn cầu. Phụ nữ và trẻ nhỏ thường bị ảnh hưởng nhất. Trong năm 2015, thiếu máu do thiếu sắt dẫn đến khoảng 54.000 ca tử vong - giảm từ 213.000 ca tử vong vào năm 1990.